# Philadelphus coronarius
Philadelphus coronarius là một loài thực vật có hoa trong họ Tú cầu. Loài này được L. miêu tả khoa học đầu tiên năm 1753.

## Hình ảnh

Nụ hoa
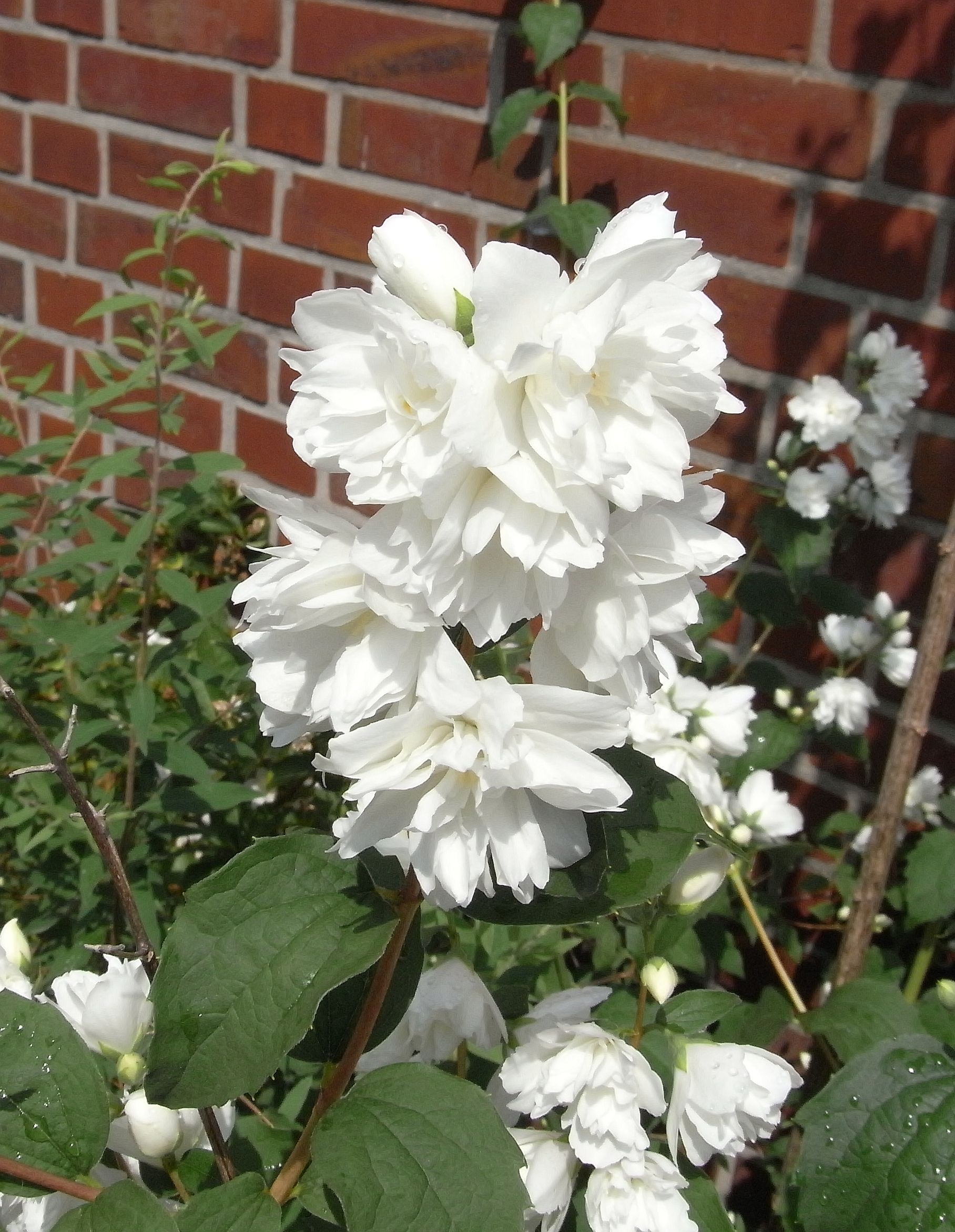
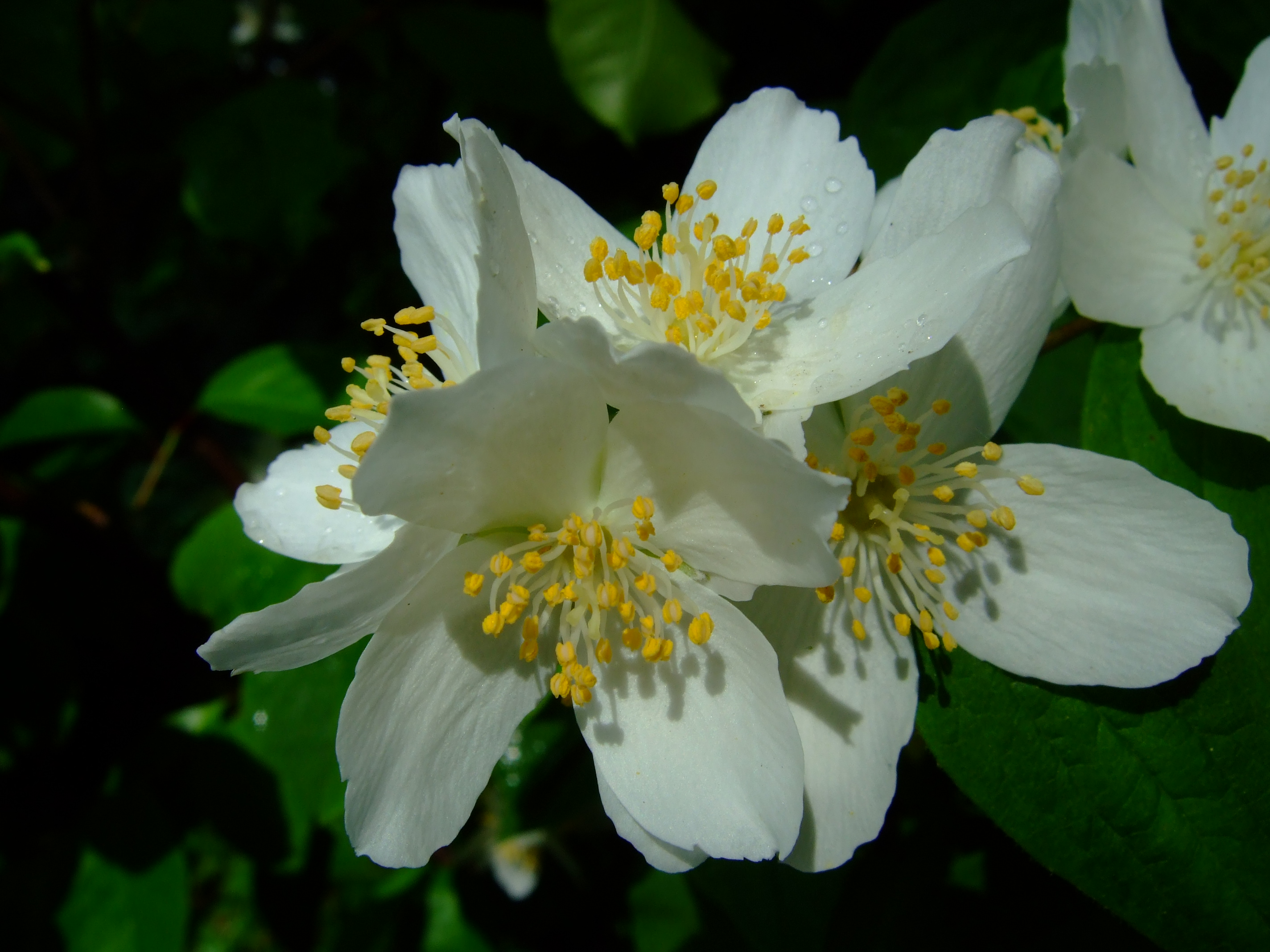
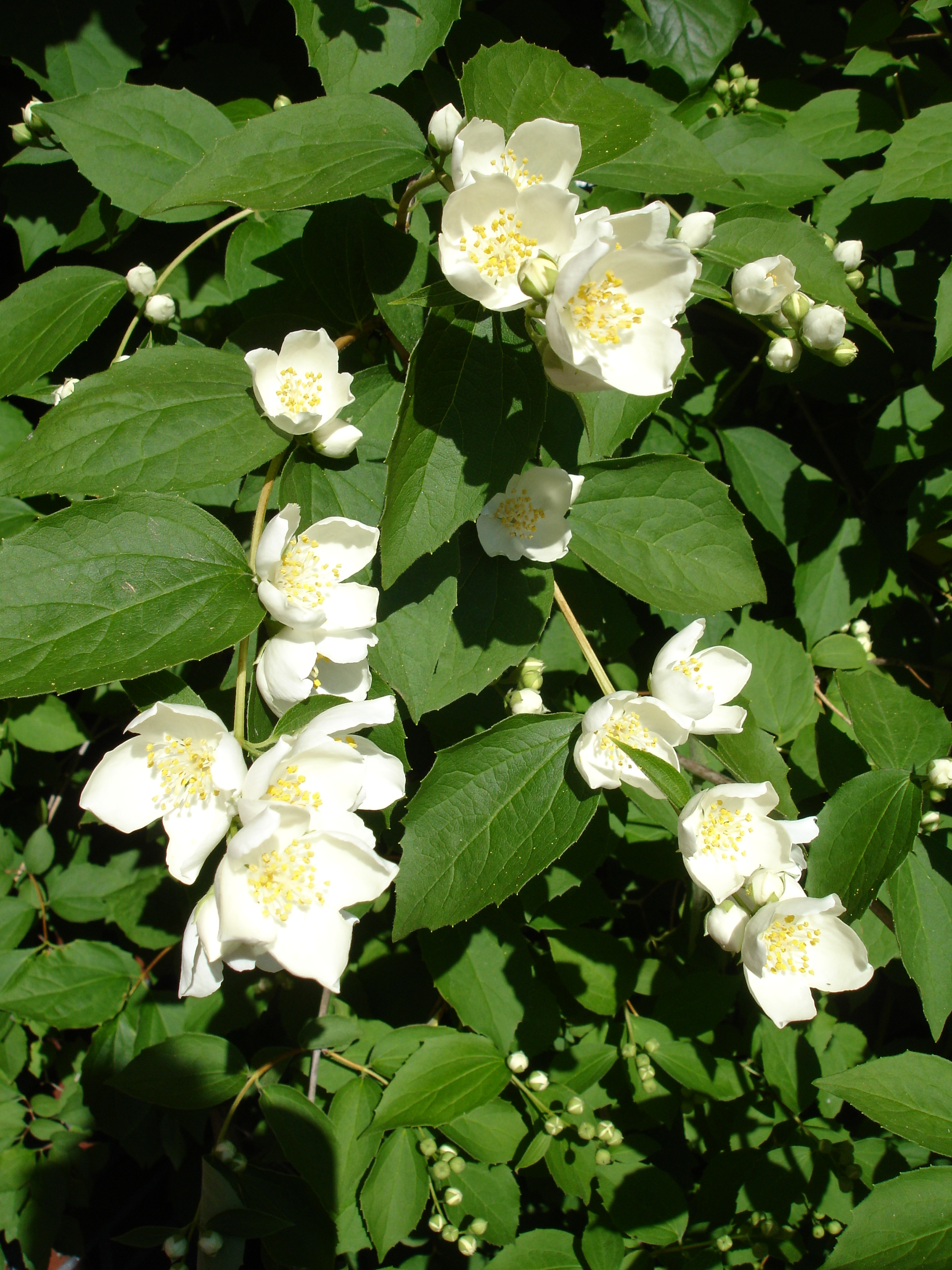
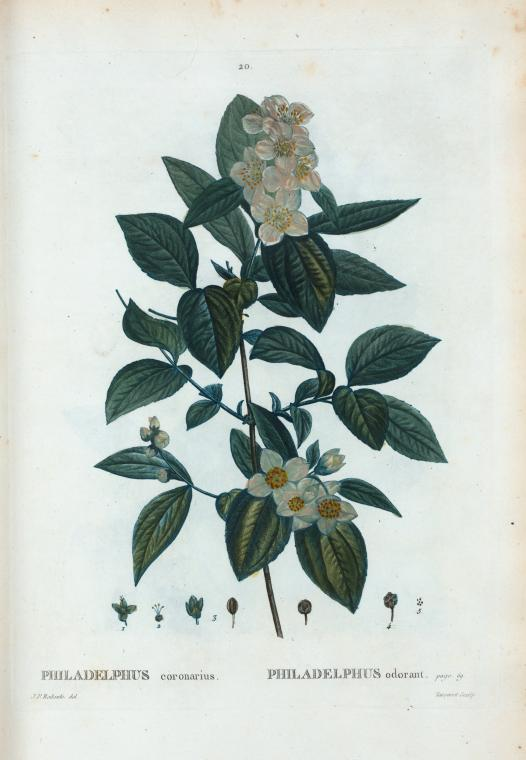